# Korn (album)
Korn is het gelijknamige debuutalbum van de nu-metalband Korn. Het album werd in 1994 uitgebracht. De band zelf werd opgericht in 1993. Voordat ze dit album uitbrachten hebben ze een demo uitgebracht genaamd Neidermeyer's Mind. Hier komen een aantal liedjes in voor die ook in hun debuutalbum voorkomen. Track één tot en met drie komt voor in het debuutalbum. Track vier komt er echter niet in voor. Aan het einde van dit album opgenomen te hebben, barstte Jonathan Davis (zanger van Korn) spontaan in huilen uit. Dat komt doordat de liedjes over zijn slechte jeugd gaan, daarom is het heel moeilijk voor Jonathan om zijn emoties in te houden. Het album sloeg in als een bom. Op een goede manier. Korn werd meteen razend populair door hun zwaar emotionele, depressieve, rauwe liedjes. Het album werd dubbel platina.

## Tracklist
1. Blind - 4:19
2. Ball Tongue - 4:29
3. Need To - 4:02
4. Clown - 4:37
5. Divine - 2:51
6. Faget - 5:50
7. Shoots And Ladders - 5:23
8. Predictable - 4:32
9. Fake - 4:52
10. Lies - 3:22
11. Helmet in the Bush - 4:03
12. Daddy - 9:28

Totale speelduur (zonder extra's) - 55:48